# Distretto di Ūlan
Il distretto di Ūlan (in kazako: Ұлан ауданы) è un distretto (audan) del Kazakistan con  capoluogo Molodežnyj.